# Frailes
Frailes és un municipi de la província de Jaén, Andalusia, amb una superfície de 41,37 km², una població de 1.796 habitants (INE, 2005) i una densitat de població de 43,41 hab/km².

## Personatges il·lustres
- Cayetano Bolívar Escribano, metge i primer diputat electe del PCE.